# شامیه (کویت)
شامیه (به عربی: الشامیة) یک منطقهٔ مسکونی در کویت است که در استان عاصمه واقع شده‌است. شامیه ۱۸٬۰۸۹ نفر جمعیت دارد.